# Wybudowanie Kaszuba
Wybudowanie Kaszuba – część wsi Kaszuba w Polsce, położona w województwie pomorskim, w powiecie chojnickim, w gminie Brusy. Wchodzi w skład sołectwa Kaszuba.
W latach 1975–1998 Wybudowanie Kaszuba administracyjnie należało do województwa bydgoskiego.